# Визволення (Смолевицький район)
Визволення (біл. вёска Вызволенье) — село в складі Смолевицького району Мінської області, Білорусь. Село підпорядковане Пекалинській сільській раді, розташоване в центральній частині області.